# Могиляны (Львовская область)
Могиляны (укр. Могиляни) — село в Куликовской поселковой общине Львовского района Львовской области Украины.
Население по переписи 2001 года составляло 201 человек. Занимает площадь 0.716 км². Почтовый индекс — 80360. Телефонный код — 3252.